# Bazoš
Bazoš je český inzertní server poskytující možnost bezplatného podání inzerátu. Server navštíví okolo 2,8 milionu reálných uživatelů měsíčně. Služba je určená především pro širokou veřejnost, a proto neposkytuje hromadnou inzerci internetových obchodů. Tímto způsobem se Bazoš vyhýbá inzerci, kde by firmy nabízely stejné zboží jako internetové obchody. Bazoš klade důraz na zobrazování inzerce přímo od lidí, tak aby každý inzerát byl unikátní. Server umožňuje vyhledávání zboží v inzerátech. Vyhledávání v jednotlivých kategoriích lze definovat dle PSČ, tedy okruhem km od zadaného místa, cenou a názvem zboží. Cílem vyhledávání je umožnit uživateli rychle najít hledané zboží. Ověření uživatelé-inzerenti mají možnost zvýhodňovat (topovat) svůj inzerát ve výpisu inzerátů. Tím získají pro svůj inzerát výhodnější pozici ve vyhledávání na stránce dané kategorie. Zvýhodnění inzerátu je placená služba. Každý ověřený uživatel smí vystavit maximálně 50 inzerátů.

## Historie
Zakladatel a majitel inzertního serveru je Radim Smička. Před vznikem inzertního serveru založil a provozoval informační web o hardwaru, kde na žádost přátel přidal v roce 2003 do své nabídky i inzerci PC komponent. Služba PC bazaru se s přibývajícím počtem uživatelů rozšiřovala a přibývaly další kategorie inzerce. Následně se inzerce zcela oddělila od původního webu o hardware a tímto krokem vznikl inzertní server Bazoš.
Bazos.cz působí pod stejným názvem v Česku, Slovensku, Rakousku a Polsku.
Zdrojem příjmu Bazos.cz je prodej reklamy, a příjem z topování/ zvýhodňování inzerce v přehledu inzerátů. Roční obrat v roce 2013 činil 40 mil. Kč, v roce 2018 roční obrat dosáhl 80 mil. Kč.
Nejnavštěvovanějšími kategoriemi inzerce jsou kategorie auta, potřeby pro děti, potřeby pro dům a zahradu, reality a inzerce související se zvířaty.